# Karolína Mališová
Karolína Mališová (* 9. listopadu 1996 Otice u Opavy) je česká modelka a česká Miss Earth pro rok 2015. Na mezinárodní soutěži krásy Miss Earth ve Vídni se dostala mezi nejlepších 16 dívek, soutěž ovšem nevyhrála.
Po absolvování Střední hotelové školy v Opavě studuje od roku 2016 obor Lázeňství a turismus na Slezské univerzitě v Opavě. V roce 2019 studium úspěšně ukončila a získala titul Bc.
Od září 2019, studuje v Praze vysokou školu obchodní. V soutěži Česká Miss 2015 uvedla, že jejím nejoblíbenějším místem je Praděd a mezi její záliby patří atletika, jízda na koni a snowboarding.